# ガブリエル・フォン・ハックル

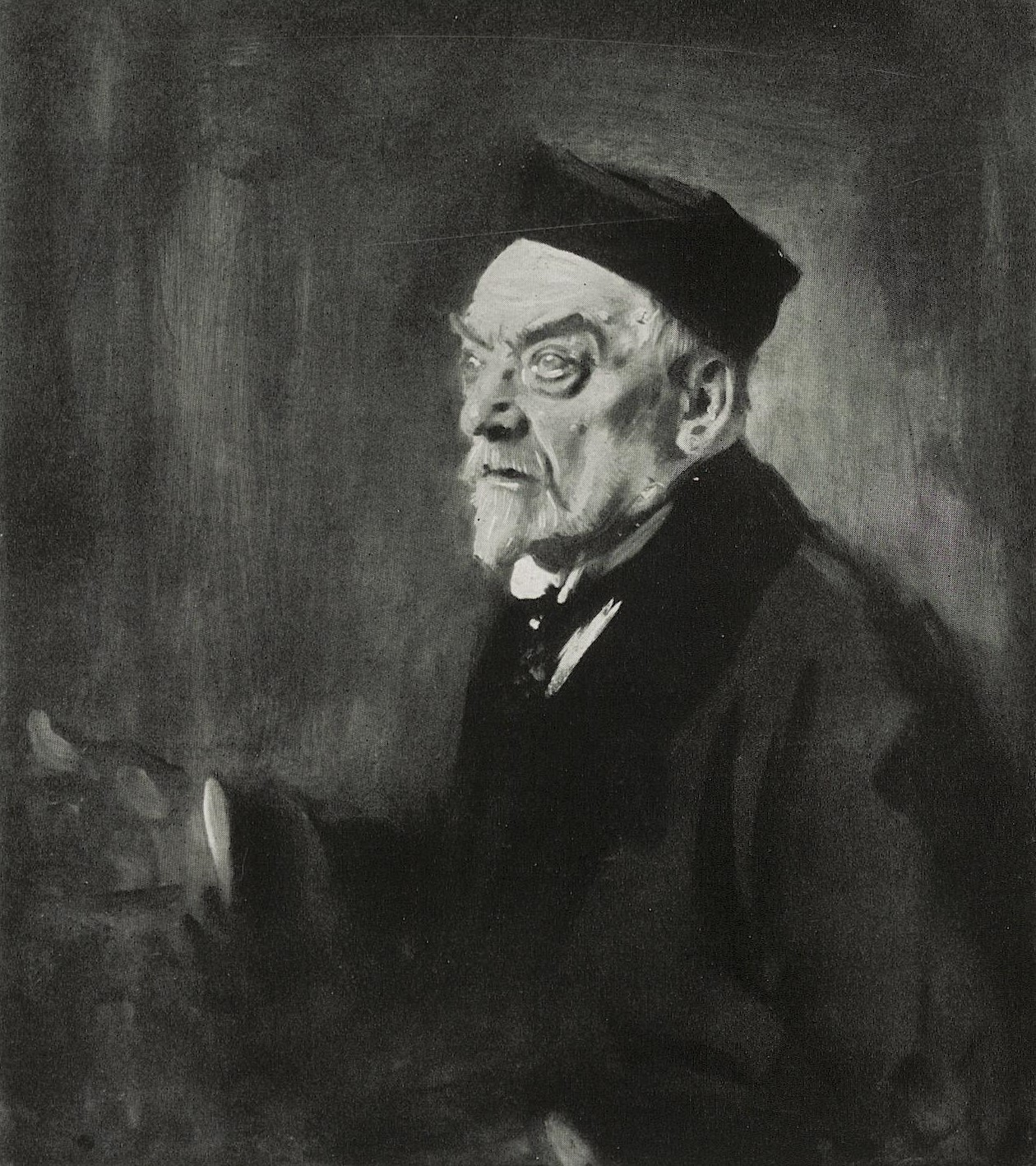
ガブリエル・フォン・ハックルの肖像 レオ・ザンベルガー作（年代未詳）

ガブリエル・（フォン・）ハックルまたはハクル（Gabriel (von) Hackl, 1843年3月24日–1926年6月5日 ミュンヘン）は、ドイツの画家で歴史画を専門とした。

## 経歴
旧シュタイアーマルク公国（現在はシュタイエルスカ地方）のマールブルク・アン・デア・ドラウに外科医の息子として生まれる。地元のギムナジウムやグラーツの公立学校に学ぶ。父親の希望を容れてウィーン大学に進学し、解剖学や考古学、デッサンを修める。1865年にミュンヘンに移り、ミュンヘン美術院にてアレクサンダー・ヴァグナーやカール・フォン・ピロティに師事する。その後ミュンヘン美術工芸学校に職を得て、ゾフィー・シュミットと結婚した。
1878年に母校ミュンヘン美術院の教員になり（〜1919年）、デッサンの講義を担当した。同僚にフランツ・フォン・シュトゥックやヴィルヘルム・フォン・ディーツらがいる。1896年には、ミュンヘン芸術家協同組合の支部である「ルイトポルト・グループ」の一員となった。同グループには、総裁のフーゴー・ビュルゲルやヴァルター・フィルレ、フリッツ・ベーア、カール・マール、ヨハン・シュペアル、ヴィルヘルム・ライブルらが参加していた。

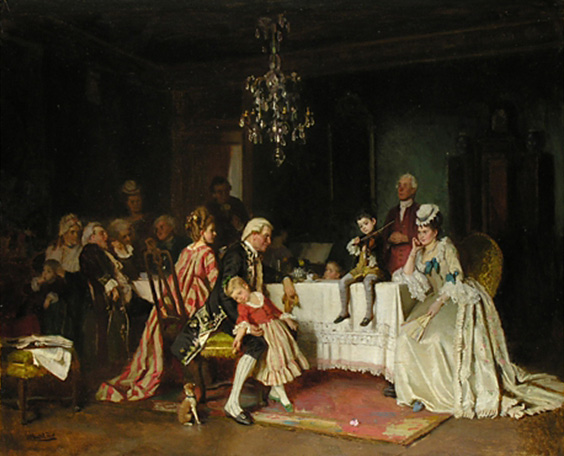
神童 (Das Wunderkind) 1874年

ハックルの門人には芸術面で成功を収めた者もいたものの、本人は画業で不朽の名声を得るには至らなかったが、その作品はたまにオークションに登場することがある。

## 主要な門下生
- 1880年〜: ピウス・フェルディナント・メッサーシュミット
- 1884年〜: アルビン・エガー＝リーンツ、アントン・アズベ
- 1885年〜: マックス・スレーフォークト
- 1887年〜: リヒャルト・リーマーシュミット
- 1888年〜: レオ・プッツ
- 1889年〜: ヴィルヘルム・テニー
- 1891年〜: ハンス・フォン・ハイエク
- 1897年〜: ハンス・プアマン
- 1900年〜: フランツ・マルク
- 1905年〜: オットー・オーバーマイアー
- 1906年〜: アルフォンス・ツァイライス
- 1914年〜: ヘンリー・アイヴズ・コブ2世

## 作品が公開されている施設
- ゲオルク・シェーファー美術館（シュヴァインフルト）
- ウィーン美術史美術館
- ミュンヘン・ノイエ・ピナコテーク
- シュタイアーマルク州立ヨアネウム博物館（グラーツ）

## 参考書籍
- Gabriel von Hackl. In: Ulrich Thieme, Felix Becker u. a.: Allgemeines Lexikon der Bildenden Künstler von der Antike bis zur Gegenwart. Band 15, E. A. Seemann, Leipzig 1922, S. 416